# Gekko
Gekko és un gènere de sauròpsids (rèptils) escatosos de la família Gekkonidae. Es distribueixen pel Sud-est Asiàtic i Oceania i viuen en ambients humits (boscos).
La majoria són insectívors, de vegades amb altres fonts d'aliment com ara fruites, petits mamífers i petits rèptils.
Aquests animals són principalment arborícoles, i compten amb uns dits adhesius que els permeten pujar gairebé qualsevol superfície.

## Taxonomia
Es reconeixen les 58 espècies llistades a continuació alfabèticament, segons The Reptile Database:
- Gekko aaronbaueri Tri, Thai, Phimvohan, David & Teynié, 2015
- Gekko adleri Nguyen, Wang, Yang, Lehmann, Le, Ziegler & Bonkowski, 2013
- Gekko albofasciolatus (Günther, 1867)
- Gekko athymus Brown & Alcala, 1962
- Gekko auriverrucosus Zhou & Liu, 1982
- Gekko badenii Szczerbak & Nekrasova, 1994
- Gekko boehmei Luu, Calame, Nguyen, Le & Ziegler, 2015
- Gekko bonkowskii Luu, Calame, Nguyen, Le & Ziegler, 2015
- Gekko canaensis Ngo & Gamble, 2011
- Gekko canhi Rösler, Nguyen, Van Doan, Ho, Nguyen & Ziegler, 2010
- Gekko carusadensis Linkem, Siler, Diesmos, Sy & Brown, 2010
- Gekko chinensis (Gray, 1842)
- Gekko coi Brown, Siler, Oliveros, Diesmos & Alcala, 2011
- Gekko crombota Brown, Oliveros, Siler & Diesmos, 2008
- Gekko ernstkelleri Rösler, Siler, Brown, Demeglio & Gaulke, 2006
- Gekko gecko (Linnaeus, 1758)
- Gekko gigante Brown & Alcala, 1978
- Gekko grossmanni Günther, 1994
- Gekko hokouensis Pope, 1928
- Gekko japonicus (Schlegel, 1836)
- Gekko kikuchii (Oshima, 1912)
- Gekko kwangsiensis Yang, 2015
- Gekko lauhachindai Panitvong, Sumontha, Konlek & Kunya, 2010
- Gekko liboensis Zhou, Liu & Li, 1982
- Gekko melli (Vogt, 1922)
- Gekko mindorensis Taylor, 1919
- Gekko monarchus (Schlegel, 1836)
- Gekko nutaphandi Bauer, Sumontha & Pauwels, 2008
- Gekko palawanensis Taylor, 1925
- Gekko palmatus Boulenger, 1907
- Gekko petricolus Taylor, 1962
- Gekko porosus Taylor, 1922
- Gekko reevesii (Gray, 1831)
- Gekko remotus Rösler, Ineich, Wilms & Böhme, 2012
- Gekko romblon Brown & Alcala, 1978
- Gekko rossi Brown, Oliveros, Siler & Diesmos, 2009
- Gekko russelltraini Ngo Van Tri, Bauer, Wood & Grismer, 2009
- Gekko scabridus Liu & Zhou, 1982
- Gekko scientiadventura Rösler, Ziegler, Vu, Herrmann & Böhme, 2004
- Gekko sengchanthavongi Luu, Calame, Nguyen, Le & Ziegler, 2015
- Gekko shibatai Toda, Sengoku, Hikida & Ota, 2008
- Gekko siamensis Grossmann & Ulber, 1990
- Gekko similignum Smith, 1923
- Gekko smithii Gray, 1842
- Gekko subpalmatus (Günther, 1864)
- Gekko swinhonis Günther, 1864
- Gekko taibaiensis Song, 1985
- Gekko takouensis Ngo & Gamble, 2010
- Gekko tawaensis Okada, 1956
- Gekko taylori Ota & Nabhitabhata, 1991
- Gekko thakhekensis Luu, Calame, Nguyen, Le, Bonkowski & Ziegler, 2014
- Gekko truongi Phung & Ziegler, 2011
- Gekko verreauxi Tytler, 1865
- Gekko vertebralis Toda, Sengoku, Hikida & Ota, 2008
- Gekko vietnamensis Sang, 2010
- Gekko vittatus Houttuyn, 1782
- Gekko wenxianensis Zhou & Wang, 2008
- Gekko yakuensis Matsui & Okada, 1968